# Seznam vrcholů v Doupovských horách

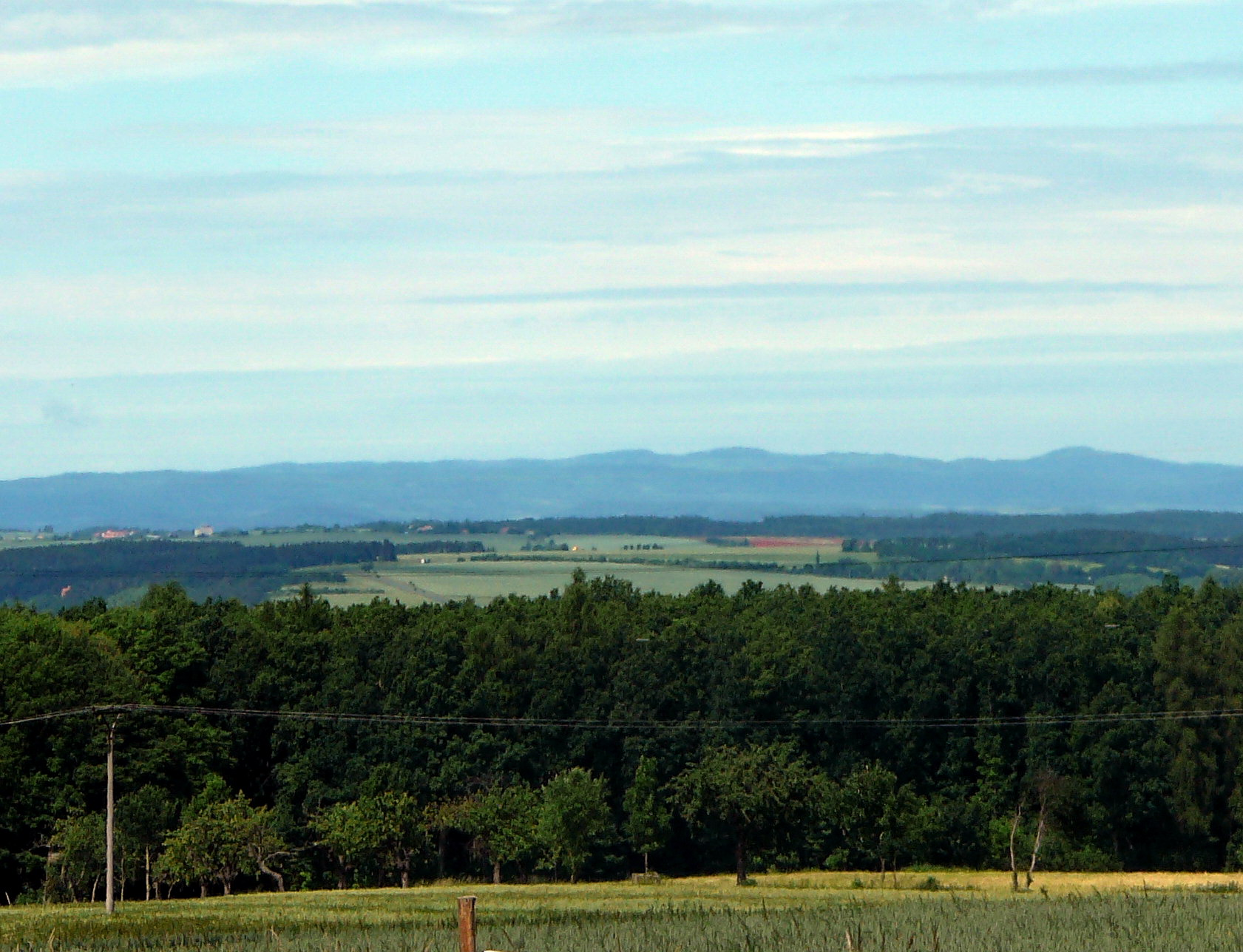
Hradiště (934 m n. m.)

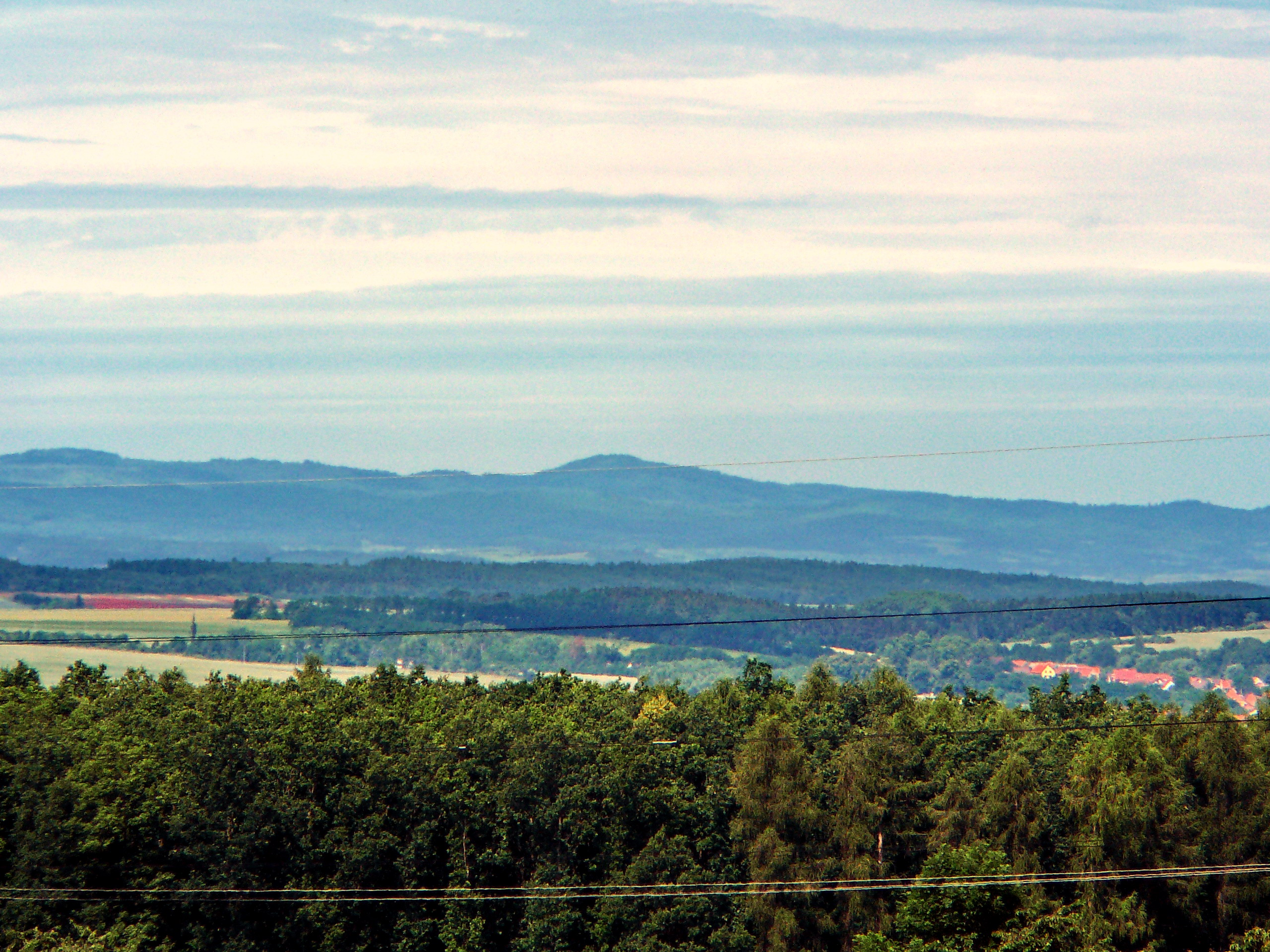
Pustý zámek (933 m n. m.)

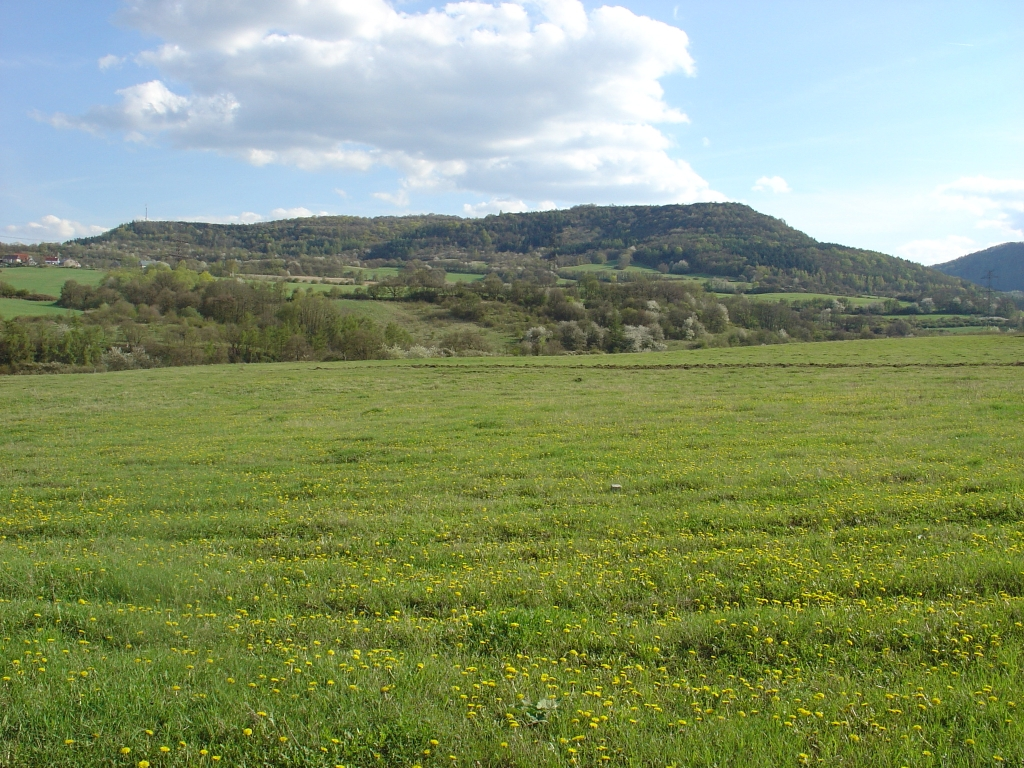
Úhošť (592 m n. m.)

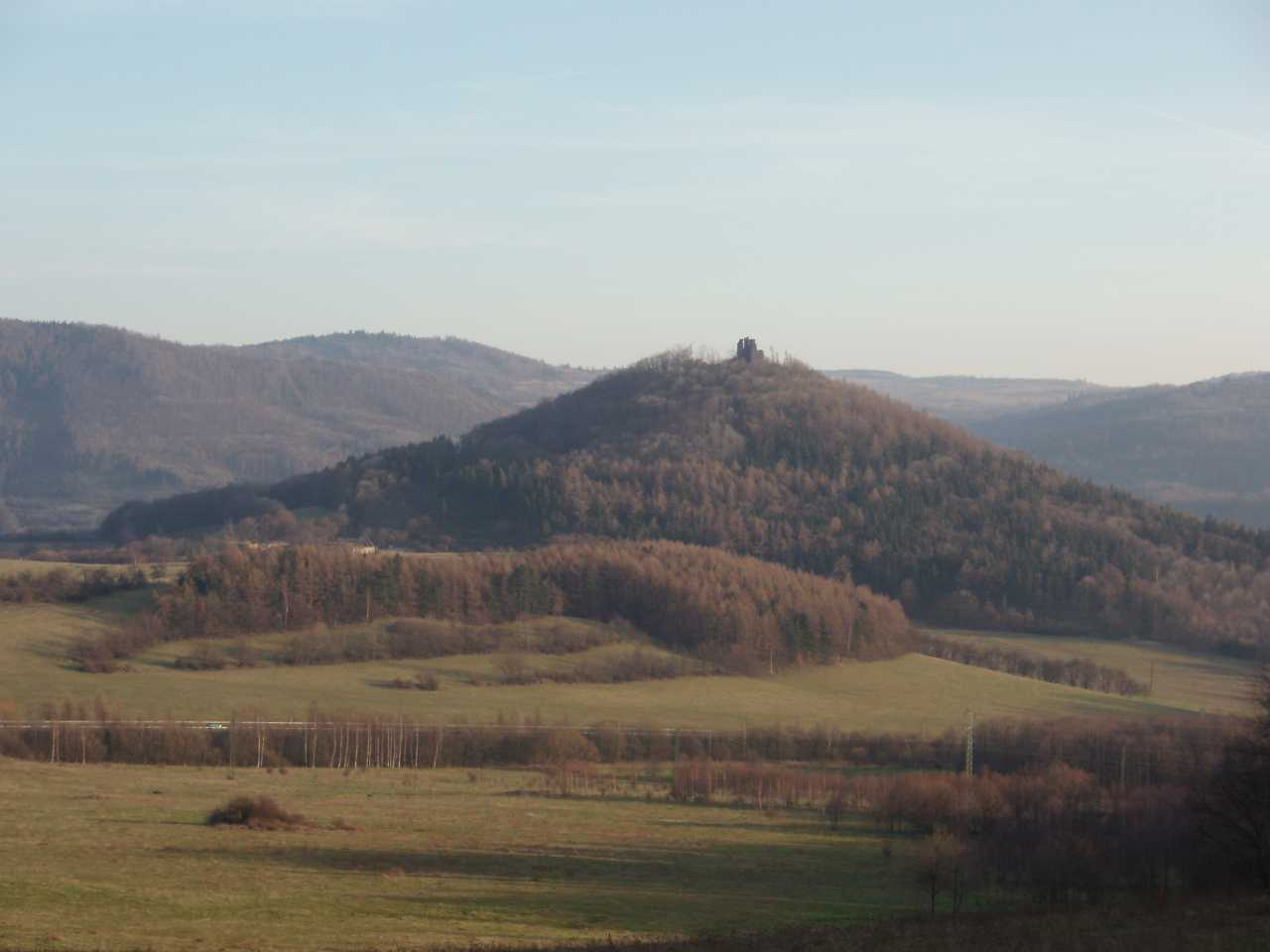
Šumburk (545 m n. m.)

Seznam vrcholů v Doupovských horách zahrnuje pojmenované doupovské vrcholy s nadmořskou výškou nad 800 m nebo s prominencí nad 100 metrů. Seznam vychází z údajů dostupných na stránkách Mapy.cz a z map Zeměměřického úřadu dostupných v Geoprohlížeči. Jako hranice pohoří byla uvažována hranice stejnojmenného geomorfologického celku.

## Seznam vrcholů podle výšky
Seznam vrcholů podle výšky obsahuje pojmenované doupovské vrcholy s výškou nad 800 m n. m. Většina z nich se nachází v okrsku Hradišťská hornatina, včetně nejvyššího Hradiště (934 m n. m.). Všechny tyto hory jsou turisticky nepřístupné, protože se nacházejí na území Vojenského újezdu Hradiště.
| #   | Vrchol             | Výška m n. m. | Souřadnice                       | Okrsek                | Přístup   |
| --- | ------------------ | ------------- | -------------------------------- | --------------------- | --------- |
| 1.  | Hradiště           | 934           | 50°13′05″ s. š., 13°07′36″ v. d. | Hradišťská hornatina  | neznačeno |
| 2.  | Pustý zámek        | 933           | 50°14′23″ s. š., 13°05′59″ v. d. | Hradišťská hornatina  | neznačeno |
| 3.  | Na raketě          | 912           | 50°12′03″ s. š., 13°04′24″ v. d. | Hradišťská hornatina  | neznačeno |
| 4.  | Větrovec           | 902           | 50°13′06″ s. š., 13°03′54″ v. d. | Hradišťská hornatina  | neznačeno |
| 5.  | Vysoká pláň        | 891           | 50°12′11″ s. š., 13°02′48″ v. d. | Hradišťská hornatina  | neznačeno |
| 6.  | Železná hora       | 885           | 50°13′22″ s. š., 13°07′56″ v. d. | Hradišťská hornatina  | neznačeno |
| 7.  | Vysoká hora        | 871           | 50°11′38″ s. š., 13°07′13″ v. d. | Hradišťská hornatina  | neznačeno |
| 8.  | Hřeblo             | 865           | 50°13′27″ s. š., 13°08′47″ v. d. | Hradišťská hornatina  | neznačeno |
| 9.  | Tmavý vrch         | 858           | 50°13′55″ s. š., 13°06′59″ v. d. | Hradišťská hornatina  | neznačeno |
| 10. | Jírovské strážiště | 855           | 50°12′46″ s. š., 13°09′12″ v. d. | Hradišťská hornatina  | neznačeno |
| 11. | Za Tonkou          | 845           | 50°11′56″ s. š., 13°08′52″ v. d. | Hradišťská hornatina  | neznačeno |
| 12. | Plešivec           | 841           | 50°11′39″ s. š., 13°01′37″ v. d. | Hradišťská hornatina  | neznačeno |
| 13. | U tokaniště        | 836           | 50°13′39″ s. š., 13°04′47″ v. d. | Hradišťská hornatina  | neznačeno |
| 14. | Velká Jehličná     | 828           | 50°19′10″ s. š., 13°04′41″ v. d. | Jehličenská hornatina | neznačeno |
| 15. | Znělec             | 825           | 50°12′04″ s. š., 13°06′06″ v. d. | Hradišťská hornatina  | neznačeno |
| 16. | Seč                | 823           | 50°12′31″ s. š., 13°10′21″ v. d. | Hradišťská hornatina  | neznačeno |
| 17. | Hora               | 818           | 50°20′13″ s. š., 13°06′19″ v. d. | Jehličenská hornatina | neznačeno |
| 18. | Mlýnský vrch       | 815           | 50°11′55″ s. š., 13°10′40″ v. d. | Hradišťská hornatina  | neznačeno |
| 19. | Stěna              | 814           | 50°11′37″ s. š., 13°08′18″ v. d. | Hradišťská hornatina  | neznačeno |
| 20. | Lesná              | 812           | 50°19′00″ s. š., 13°09′01″ v. d. | Jehličenská hornatina | neznačeno |
| 21. | Jakubovský vrch    | 805           | 50°19′07″ s. š., 13°03′39″ v. d. | Hradišťská hornatina  | neznačeno |
| 22. | Větrník            | 801           | 50°12′16″ s. š., 13°10′24″ v. d. | Hradišťská hornatina  | neznačeno |
| 23. | Na Tonce           | 801           | 50°11′13″ s. š., 13°09′10″ v. d. | Hradišťská hornatina  | neznačeno |

## Seznam vrcholů podle prominence
Seznam vrcholů podle prominence obsahuje všechny doupovské hory a kopce s prominencí (relativní výškou) nad 100 metrů, bez ohledu na nadmořskou výšku. Takových je v Doupovských horách 11 a nacházejí se ve všech 3 okrscích. Nejprominentnějším vrcholem je nejvyšší Hradiště (prominence 279 m), následované Úhoští (169 m).
| #   | Vrchol         | Výška m n. m. | Promi- nence | Izolace (km)          | Souřadnice                       | Okrsek                | Přístup                                              |
| --- | -------------- | ------------- | ------------ | --------------------- | -------------------------------- | --------------------- | ---------------------------------------------------- |
| 01. | Hradiště       | 0934          | 279          | 19,3 → Meluzína       | 50°13′05″ s. š., 13°07′36″ v. d. | Hradišťská hornatina  | neznačeno                                            |
| 02. | Úhošť          | 0592          | 169          | 01,4 → Nad Lesnou     | 50°21′32″ s. š., 13°14′18″ v. d. | Jehličenská hornatina | červená turistická značka · naučná turistická značka |
| 03. | Velká Jehličná | 0828          | 150          | 07,0 → Meluzína       | 50°19′10″ s. š., 13°04′41″ v. d. | Jehličenská hornatina | neznačeno                                            |
| 04. | Šumburk        | 0545          | 133          | 01,9 → Černý vrch     | 50°22′22″ s. š., 13°08′48″ v. d. | Rohozecká vrchovina   | žlutá turistická značka                              |
| 05. | Studený vrch   | 0572          | 127          | 02,3 → Bučina         | 50°15′42″ s. š., 12°58′22″ v. d. | Jehličenská hornatina | neznačeno                                            |
| 06. | Černý vrch     | 0678          | 125          | 01,9 → Nad Lesnou     | 50°21′50″ s. š., 13°10′36″ v. d. | Jehličenská hornatina | neznačeno                                            |
| 07. | Lesná          | 0812          | 124          | 03,8 → Hora           | 50°19′00″ s. š., 13°09′01″ v. d. | Jehličenská hornatina | neznačeno                                            |
| 08. | Hora           | 0817          | 117          | 02,6 → Velká Jehličná | 50°20′13″ s. š., 13°06′19″ v. d. | Jehličenská hornatina | neznačeno                                            |
| 09. | Pustý zámek    | 0933          | 110          | 03,1 → Hradiště       | 50°14′23″ s. š., 13°05′59″ v. d. | Hradišťská hornatina  | neznačeno                                            |
| 10. | Na raketě      | 0912          | 105          | 03,7 → Hradiště       | 50°12′03″ s. š., 13°04′24″ v. d. | Hradišťská hornatina  | neznačeno                                            |
| 11. | Trmovský vrch  | 0744          | 101          | 02,4 → Huseň          | 50°16′12″ s. š., 13°08′59″ v. d. | Hradišťská hornatina  | neznačeno                                            |